# Jiřina Písařová
Jiřina Písařová (* 7. ledna 1924, Františkovy Lázně) je česká textilní výtvarnice, typografka, zakládající členka skupiny Máj 57.

## Život a dílo
O životě Jiřiny Písařové existují jen kusé informace a doklady v podobě dobových fotografií. Pravděpodobně vystudovala VŠUP v době, kdy tam působil František Tichý (1945–1951), ale mezi jeho žáky není uvedena. Roku 1950 ji fotografoval na VŠUP s Alénem Divišem Václav Chochola. O absolvování vysokoškolského studia svědčí dokument z roku 1958 o přijetí Jiřiny Písařové do Českého fondu výtvarných umění. a uvedení v seznamu členů ČFVU roku 1984.
V 50. letech byla partnerkou Františka Tichého a žila s ním až do jeho smrti roku 1961. Je uvedena u řady knižních titulů, které Tichý upravoval, jako autorka předsádek knih. Je s ním zachycena na fotografiích z roku 1954 spolu s Václavem Chocholou a na svatební fotografii své sestry (1952).
Na VŠUP se patrně seznámila s výtvarníky, kteří studovali u Františka Tichého (Pražák, Klápště, Lehoučka, Sekal, Podhrázský, Balcar) a později založili skupinu Máj 57. Jiřina Písařová patřila k širšímu okruhu zakládajících členů. Je uvedena v seznamu pro první výstavu Máje 57, ale z konečného výběru byla vyřazena. Stejně jako její sestra Milena Písařová působila jako textilní výtvarnice (filmový tisk na plátně). Navrhovala rovněž obaly gramofonových desek.

### Knižní úpravy (výběr)
- Henryk Sienkkiewicz: Potopa, SNKLHU Praha 1957 (s F. Tichým)
- Alexandr Ivanovič Kuprin, Souboj, SNKLHU Praha 1957 (s F. Tichým)
- Romain Rolland, Jan Kryštof, SNKLHU Praha 1957 (s F. Tichým)
- Aluízio Azevedo, Osada na předměstí, SNKLHU Praha 1957 (s F. Tichým)
- B. Traven, Most v džungli, SNKLHU Praha 1957 (s F. Tichým)
- J. Toman, M. Tomanová, Kde lišky dávají dobrou noc, SNKLHU Praha 1957 (s F. Tichým)
- V. Někrasov, V rodném městě, SNKLHU Praha 1957 (s F. Tichým)
- Lion Feuchtwanger, Židovka z Toleda, SNKLHU Praha 1958 (vazba, předsádky)
- Ivan Olbracht, O zlých samotářích, Čs spisovatel, Praha 1960 (přebal, vazba)
- Jan Weiss, Spáč ve zvěrokruhu, Čs spisovatel, Praha 1962 (přebal, vazba)
- Ludmila Vachtová, katalog Socha 1964, Oblastní galerie Liberec 1964 (typografie)
- Jaroslava Pešicová, Galerie mladých, Mánes, Praha 1966 (typografie)

### Obaly gramofonových desek (výběr)
- P.I. Čajkovskij, Scény z oper, Supraphon 1963
- I. Stravinskij, D. Milhaud, A. Roussel, G. Gershwin, Supraphon 1963
- Hudební básně našeho století, 1963 (Moravská galerie v Brně)
- L. Janáček, Příhody lišky Bystroušky, 1962 (Moravská galerie v Brně)
- Skladby W. A. Mozarta, 1962 (Moravská galerie v Brně)